# Taubertalradweg
Der Taubertalradweg, offiziell als Liebliches Taubertal – der Klassiker bezeichnet, ist ein 101 Kilometer langer Radwanderweg in Tauberfranken. Er verbindet Rothenburg ob der Tauber mit Wertheim an der Mündung der Tauber in den Main. Der Weg verläuft in seiner ganzen Länge durch das Tal der Tauber und hat nur wenig Steigungen. An beiden Enden sowie entlang der Strecke gibt es Personenbahnhöfe.
Der ergänzende Radweg Liebliches Taubertal – der Sportive führt auf 161 zusätzlichen Kilometern von Wertheim zurück nach Rothenburg ob der Tauber.
Seit 2009 wird der Taubertalradweg vom Allgemeinen Deutschen Fahrrad-Club ununterbrochen mit 5 Sternen ausgezeichnet. Diese höchste Auszeichnung des ADFC wurde bisher nur zwei Mal in Deutschland vergeben.

## Strecke

### Profil und Charakteristika

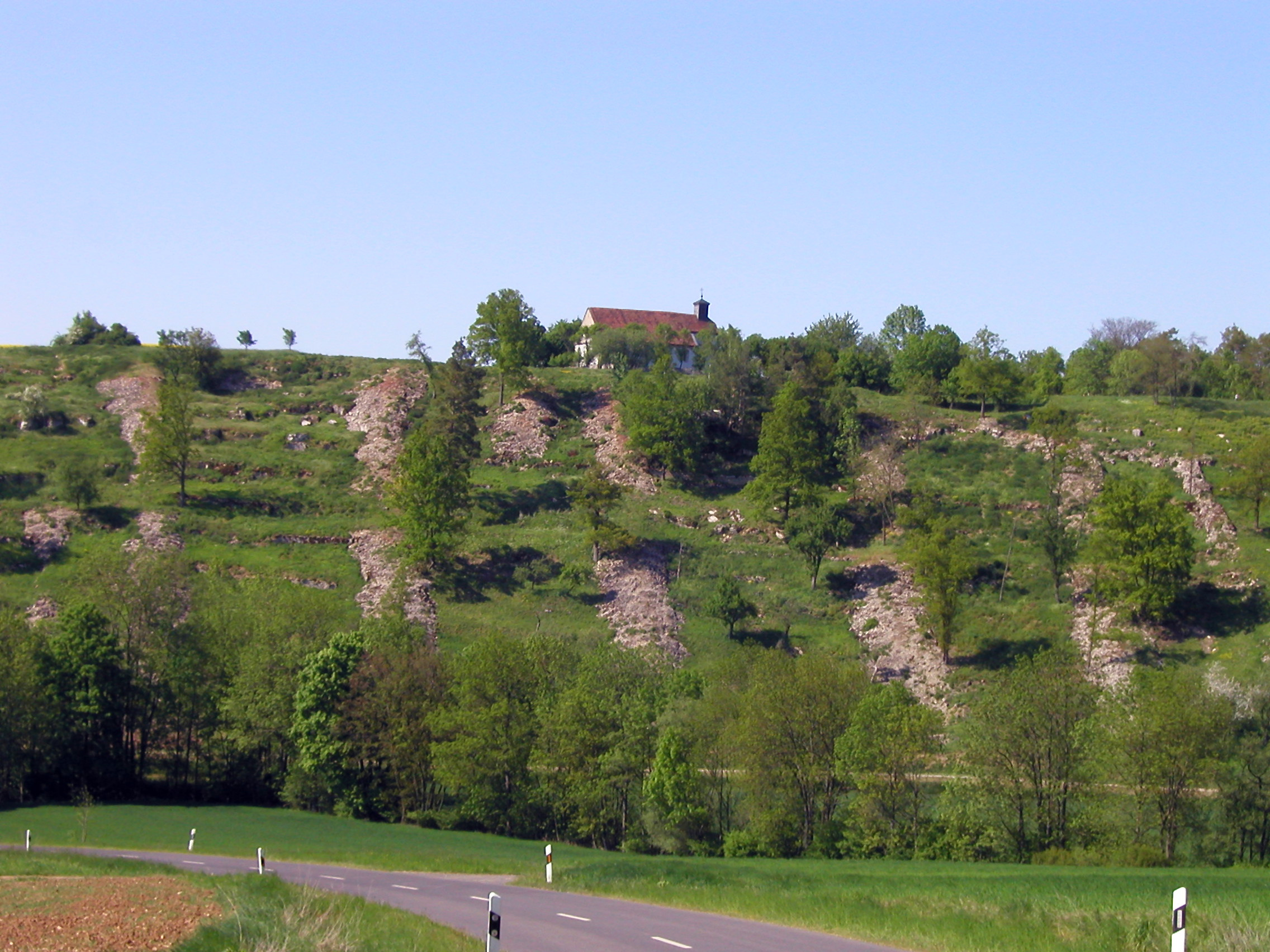
Typisch für weite Teile des Taubertals und seiner Nebentäler: die Steinriegellandschaft (hier bei Bieberehren)

Der Taubertalradweg war einer der ersten Radwanderwege in Deutschland. Er wurde seither immer wieder ausgebaut. Der Radweg ist vollständig ausgeschildert, leicht und ohne großen Straßenverkehr zu befahren.
Landschaftlich ist der Radweg durch das waldreiche fränkische Hügelland geprägt. An den Seiten des Taubertals und seiner Nebentäler ist eine Steinriegellandschaft typisch. In den Talniederungen befinden sich ausgedehnte Obst- und Weinanbaugebiete mit kleinen und größeren Weinorten, zahlreichen historischen Ortschaften und Städten, alten Mühlen, romanischen Kirchen und historischen Klöstern. Kulturell bedeutende Städte entlang des Weges sind Weikersheim, Bad Mergentheim und Tauberbischofsheim. Außerdem liegen das Kloster Bronnbach und die Burg Gamburg an der Strecke.

### Varianten

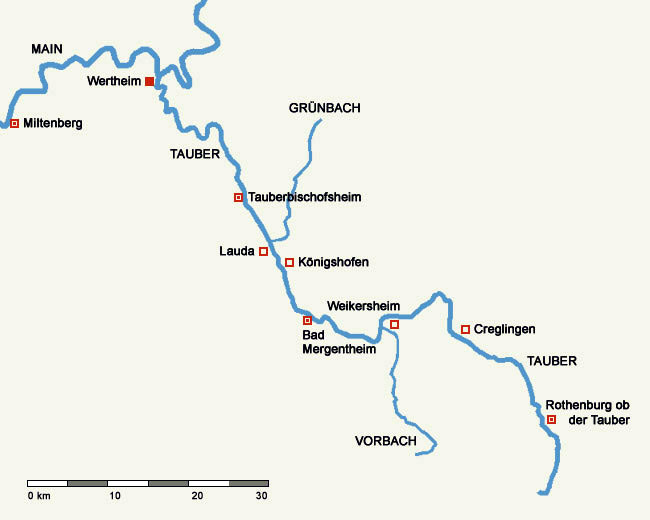
Karte des Tauberverlaufs

Der Verlauf des „Taubertalradweges“ (Der Klassiker) und der ergänzenden Alternativstrecke (Der Sportive) sind in OpenStreetMap einsehbar.

#### Liebliches Taubertal – der Klassiker
Der Radweg „Liebliches Taubertal – der Klassiker“ ermöglicht auf 101 km Radwandern entlang des Taubertals. Der Routenführung des ausgeschilderten Taubertalradwegs ist von Rothenburg bis Werbach bis auf wenige Ausnahmen identisch mit dem Radweg Romantische Straße. Es werden drei Tagesetappen empfohlen. Alternativ kann der Klassiker mit zusätzlichen Haltepunkten in Creglingen und Bad Mergentheim auch auf fünf Tagesetappen ausgedehnt werden:
1. Tagesetappe – Rothenburg ob der Tauber über Creglingen bis Weikersheim
2. Tagesetappe – Weikersheim über Bad Mergentheim bis Tauberbischofsheim
3. Tagesetappe – Tauberbischofsheim bis Wertheim

#### Liebliches Taubertal – der Sportive
Parallel zum ca. 100 km langen Klassiker durchs Taubertal gibt es den 161 Kilometer langen Radwanderweg Liebliches Taubertal – der Sportive, der über die Anhöhen Tauberfrankens von Wertheim zurück nach Rothenburg führt. Durch einen Rundweg kann die Strecke somit auf insgesamt 260 km ausgedehnt werden. Dabei werden fünf ergänzende Tagesetappen empfohlen:
1. Tagesetappe – Wertheim bis Freudenberg
2. Tagesetappe – Freudenberg bis Külsheim
3. Tagesetappe – Külsheim bis Boxberg
4. Tagesetappe – Boxberg bis Niederstetten
5. Tagesetappe – Niederstetten bis Rothenburg ob der Tauber

### Anschlüsse

#### Radwanderwege
In beiden Richtungen lässt sich die Reise auf dem Fahrrad fortsetzen.
Von Wertheim über den Main-Radweg.
Von Rothenburg entweder nach Osten über die Frankenhöhe auf dem Altmühltalradweg, nach Nord-Osten auf dem Aischtalradweg oder nach Süden über den Radfernweg Romantische Straße nach Füssen oder den Tauber-Jagst-Weg an die Jagst bei Crailsheim und dann weiter über den Kocher-Jagst-Radweg.
In mehreren Städten und Ortschaften tangiert der Taubertalradweg den Jakobsweg Main-Taubertal und den Panoramaweg Taubertal. In Tauberbischofsheim besteht eine Verbindung zum Odenwald-Madonnen-Weg. Daneben besteht zwischen Röttingen und Tauberrettersheim eine Verbindung zum Gaubahnradweg sowie zum Main-Tauber-Fränkischen Rad-Achter.

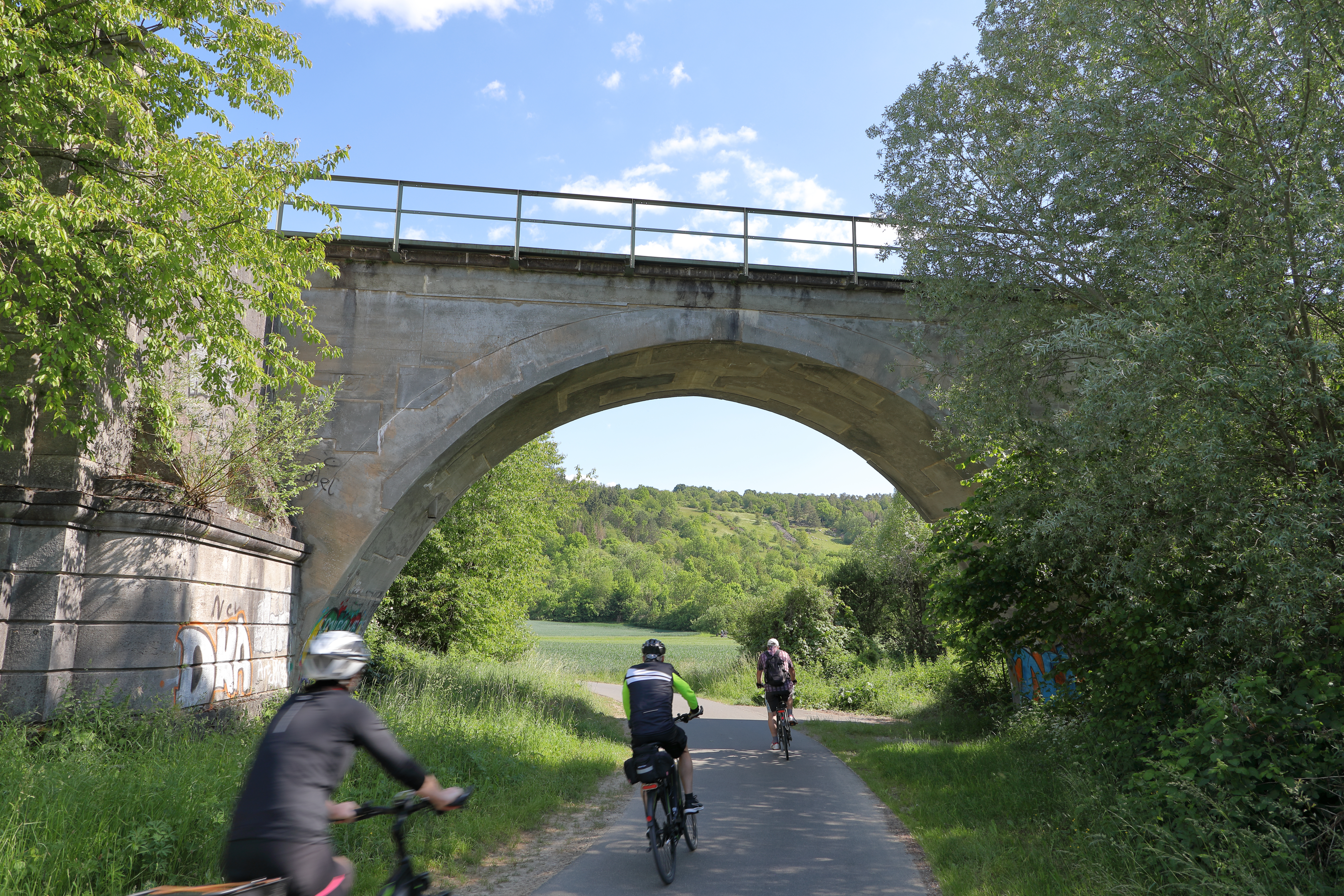
Der Taubertalradweg bei der Eisenbahnbrücke Weikersheim

Im Jahre 2012 veröffentlichte der Main-Tauber-Kreis eine Radwegekonzeption als Radverkehrsplan. Das Radwegekonzept dient als wichtige Grundlage für Förderanträge des Landkreises und der Gemeinden. Im Radwegekonzept wird der Neu- oder Ausbau von mehreren Radwegen in den Seitentälern des Taubertalradwegs angeregt.

#### Bahn
Die Taubertalbahn mit den Teilstrecken Crailsheim–Königshofen, Königshofen–Lauda und Lauda–Wertheim dient dem Fahrradtourismus im Taubertal als Transportmittel. Die Fahrradmitnahme ist dabei montags bis freitags ab 9:00 Uhr sowie an Samstagen, Sonn- und Feiertagen ganztägig kostenlos.

## Kultur und Sehenswürdigkeiten

### Liebliches Taubertal – der Klassiker
Die folgenden Orte und Sehenswürdigkeiten liegen auf dem Radweg Liebliches Taubertal Der Klassiker (101 km):

#### Rothenburg ob der Tauber – Creglingen

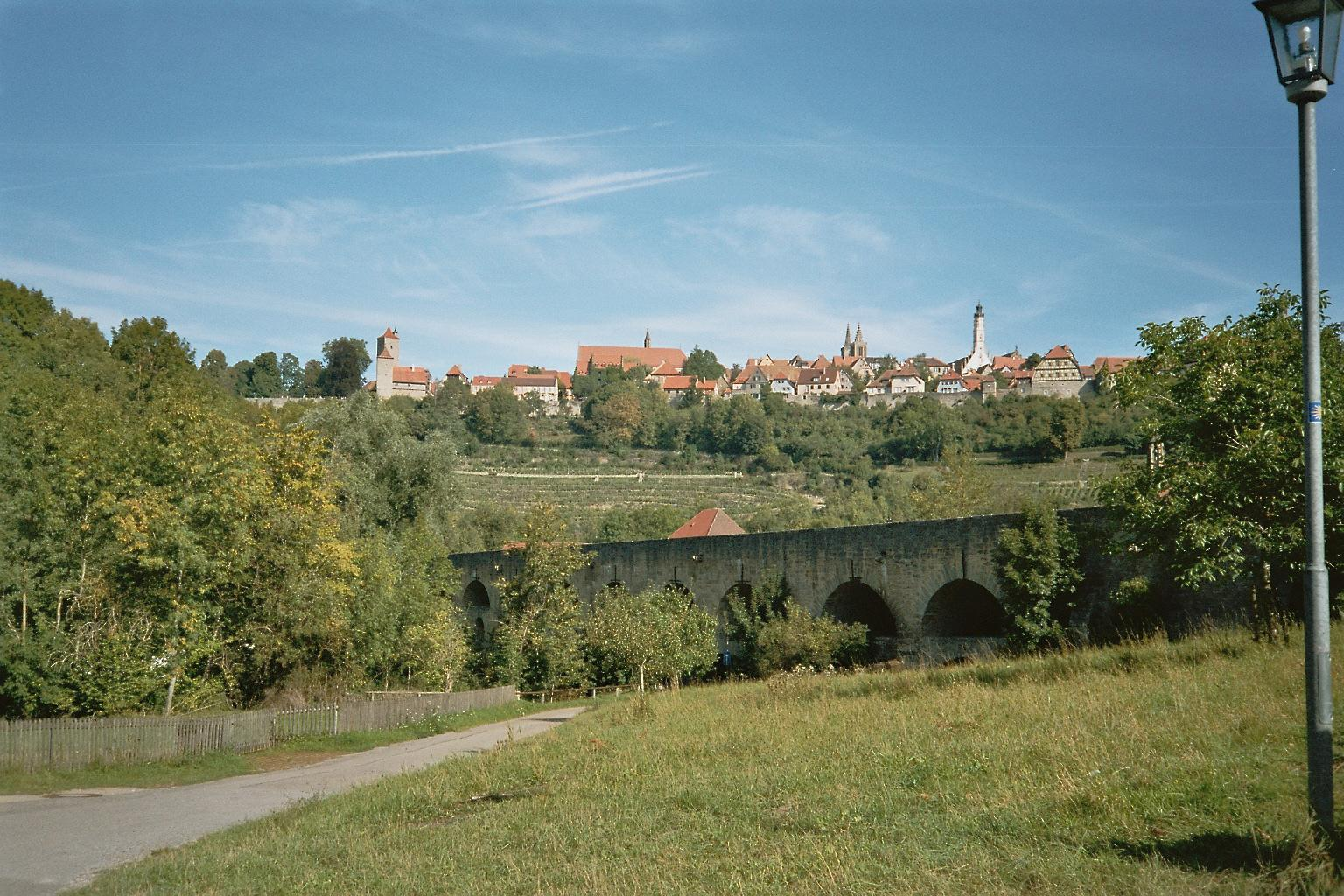
Rothenburg von der Doppelbrücke an der Tauber aus gesehen

Der erste Abschnitt des „Taubertalradwegs“ zwischen Rothenburg ob der Tauber und Creglingen (21,5 km) weist folgende Sehenswürdigkeiten und kulturelle Besonderheiten auf:
- Rothenburg ob der Tauber
  - Das mittelalterliche Kriminalmuseum ist das bedeutendste deutsche Rechtskundemuseum und gibt einen Einblick in das Rechtsgeschehen der letzten 1000 Jahre.
  - St.-Jakobs-Kirche mit Heiligblut-Retabel von Tilman Riemenschneider.
  - Stadtmauer mit Wehrgang und Mauertürmen, innere Stadtmauer um 1172, äußere Stadtmauer um 1360–1388
- Detwang
  - romanische Kirche mit Riemenschneider-Altar
- Steinbach
- Bettwar
- Tauberscheckenbach
- Tauberzell
- Archshofen
- Creglingen
  - mittelalterlicher Ortskern, Marienaltar von Tilman Riemenschneider in der Herrgottskirche.
  - Jüdisches Museum, Lindleinturmmuseum und Fingerhutmuseum

#### Creglingen – Weikersheim

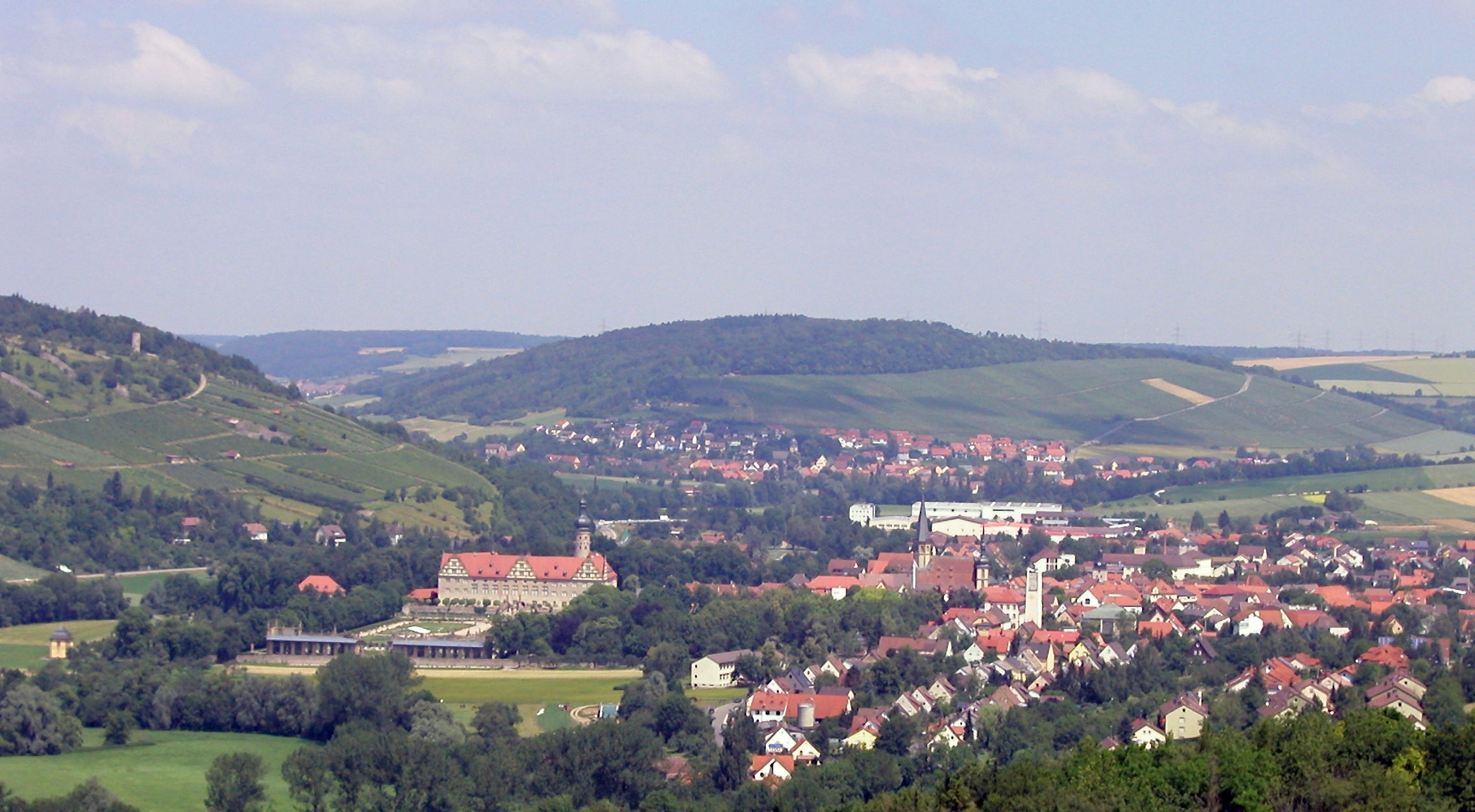
Blick aufs Taubertal mit Weikersheimer Schloss und Park

Der zweite Abschnitt zwischen Creglingen und Weikersheim (17 km) bietet folgende Sehenswürdigkeiten:
- Creglingen
- Klingen
- Bieberehren
- Röttingen
  - mittelalterlicher Stadtkern, Stadtmauer mit Türmen, Burg Brattenstein
  - Sonnenuhrenweg und Bildstockwanderweg
- Tauberrettersheim
  - Steinbrücke von Balthasar Neumann – Baumeister der Würzburger Residenz

- Schäftersheim
- Weikersheim
  - mittelalterliche Altstadt

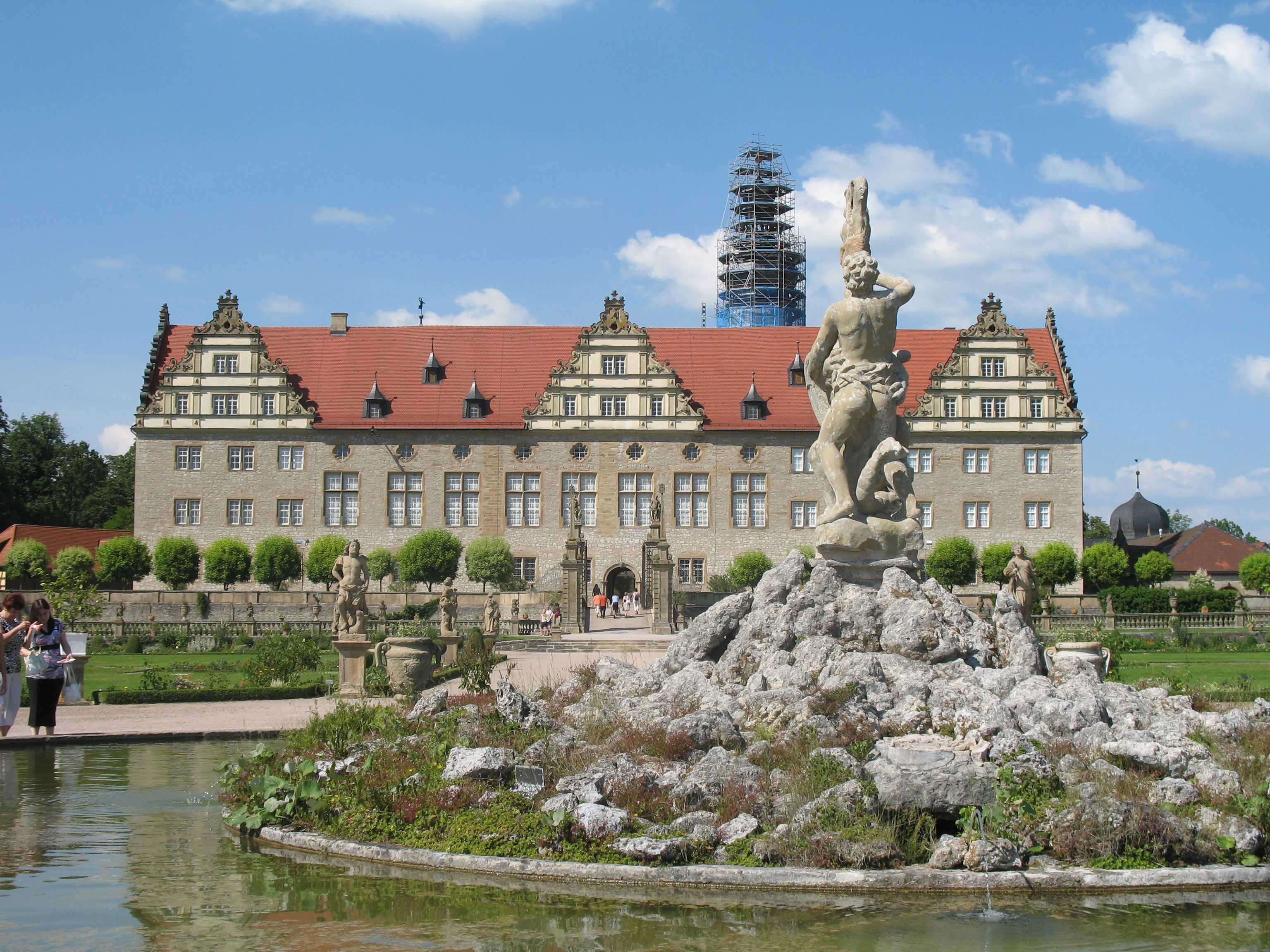
Renaissanceschloss Weikersheim

  - Schloss Weikersheim mit Barockgarten mit vielen Statuen, Ausstellung Alchimie
  - Tauberländer Dorfmuseum, Forstmuseum, Sternwarte und Wildgehege

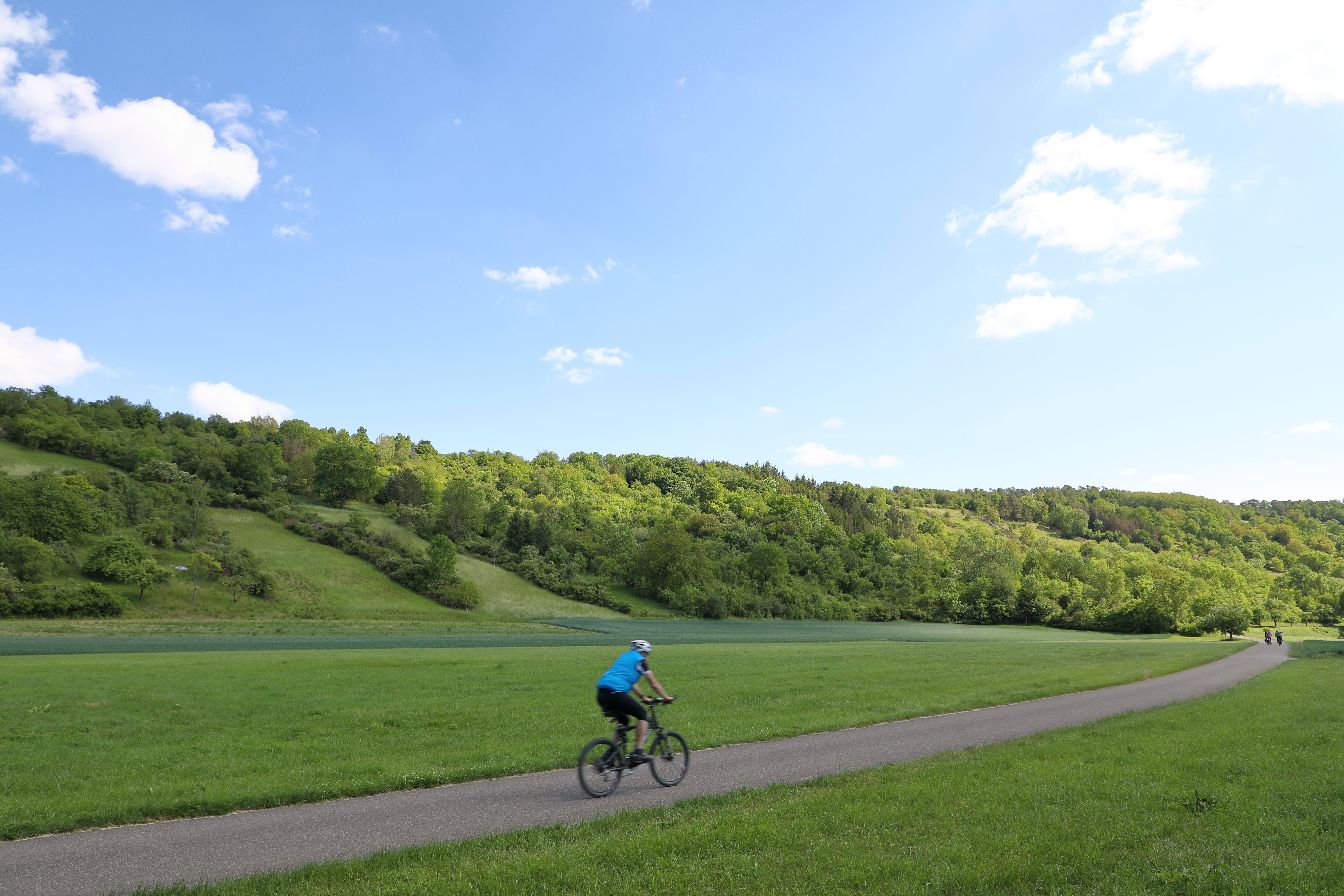
Zwischen Weikersheim und Bad Mergentheim

#### Weikersheim – Bad Mergentheim
Der dritte Abschnitt zwischen Weikersheim und der Kurstadt Bad Mergentheim (14 km) weist folgende Besonderheiten auf:
- Weikersheim
- Elpersheim
  - Kneipp-Anlage am Tauberstrand
- Markelsheim
- Igersheim
  - Öffentlicher Bücherschrank am Möhlerplatz[12]

- Bad Mergentheim (Kurort)

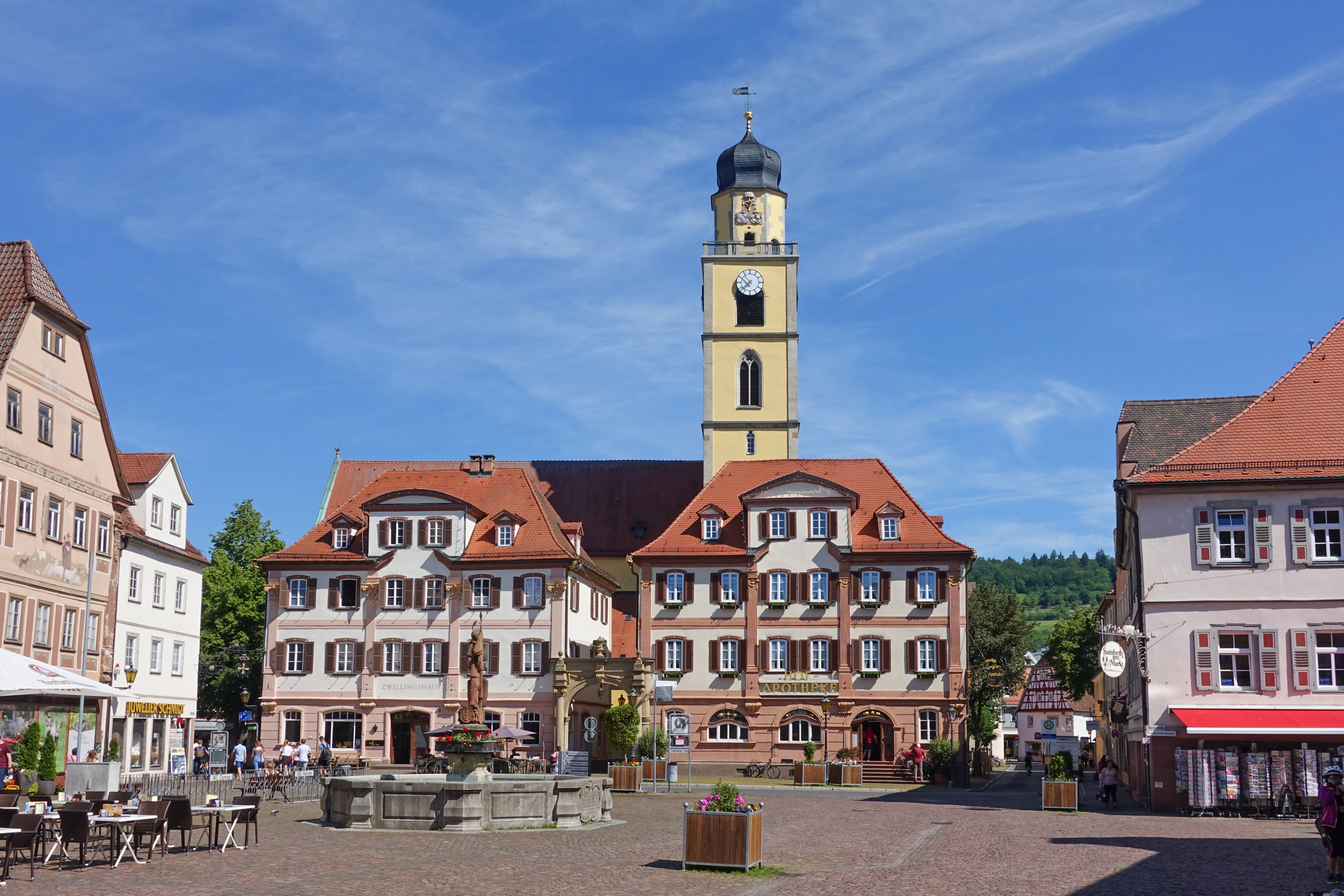
Zwillingshäuser Marktplatz Bad Mergentheim

  - historische Innenstadt, Deutschordensmuseum im Deutschordensschloss mit Schlosspark, Deutschmeistermuseum
  - Münsterschatz, Ottmar-Mergenthaler-Gedenkstätte, Stuppacher Madonna, Weinlehrpfad
  - Kurpark mit einer Gesamtfläche von 160.000 m², Kneipp-Anlage im Kurpark
  - Freizeitbad „Solymar“, sowie drei Freibäder
  - Kneipp-Anlagen im Kurpark beim Haus des Kurgastes und im Freizeitbad Solymar[13]
  - Wildpark Bad Mergentheim, auf einer Geländefläche von rund 35 ha leben verschiedene in Europa heimische Tierarten

#### Bad Mergentheim – Tauberbischofsheim

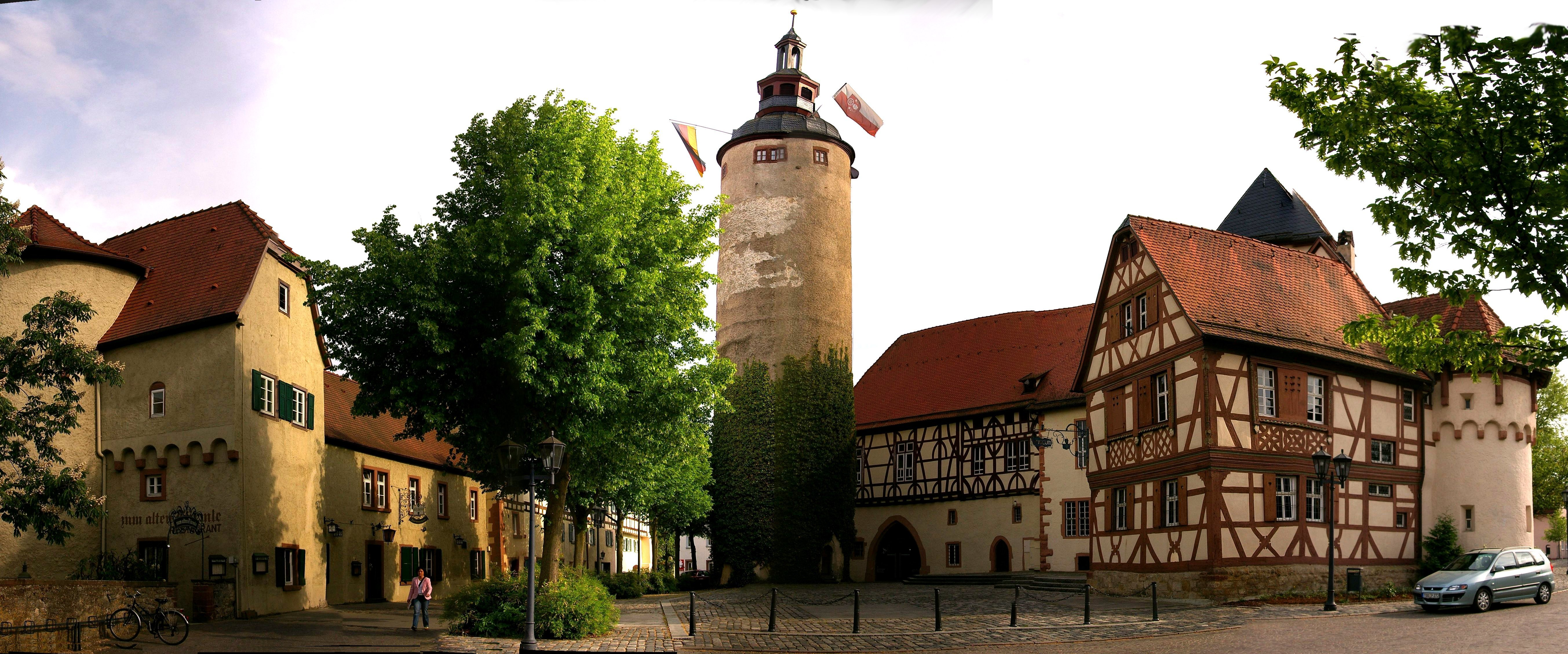
Kurmainzisches Schloss Tauberbischofsheim mit Türmersturm und Tauberfränkischem Landschaftsmuseum

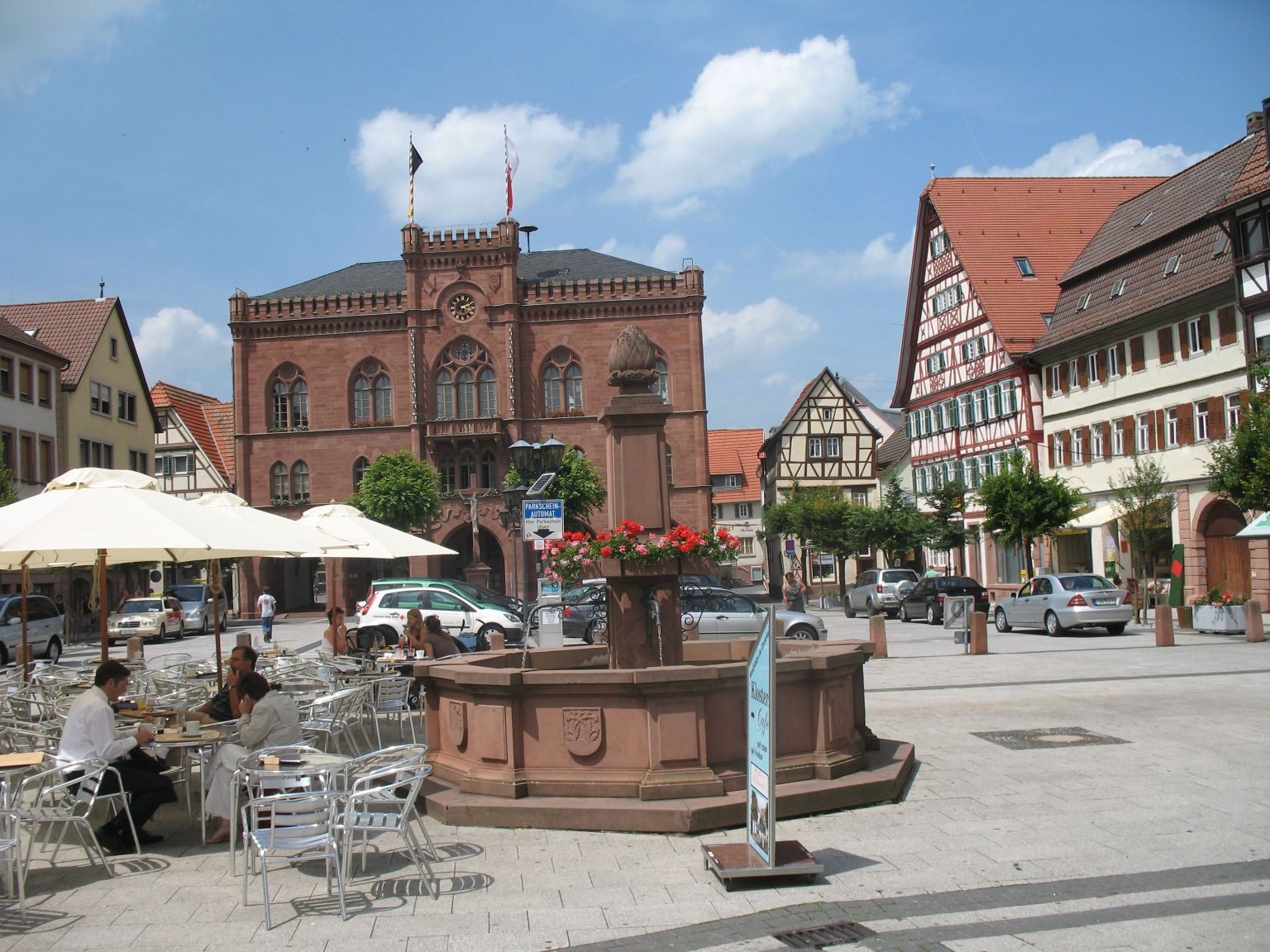
Rathaus Tauberbischofsheim

Der vierte Abschnitt führt von Bad Mergentheim zur Kreisstadt des Main-Tauber-Kreises, Tauberbischofsheim (20 km), und bietet folgende Sehenswürdigkeiten:
- Bad Mergentheim
- Edelfingen
- Unterbalbach
  - Jüdischer Friedhof Unterbalbach
  - Öffentlicher Bücherschrank
- Königshofen
- Lauda
  - mittelalterliche Altstadt, Heimatmuseum, Stadtbefestigung, Stadtkirche St. Jakobus aus dem 14. Jahrhundert mit reicher Barockausstattung, Dampflokdenkmal
  - Terrassenfreibad und Hallenbad mit Sauna
- Gerlachsheim
  - Klosterkirche Hl. Kreuz, ehemaliges Kloster Gerlachsheim und Klostergarten.
- Distelhausen
  - St.-Wolfgangs-Kapelle von 1472, Bauernhofmuseum
  - Distelhäuser Brauhaus, Brauereibesichtigung
- Dittigheim
- Tauberbischofsheim
  - historische Altstadt, Marktplatz am Rathaus, Stadtkirche St. Martin, Liobakirche, Bonifatiuskirche
  - Kurmainzisches Schloss Tauberbischofsheim mit Schlossplatz, Türmersturm und Tauberfränkischem Landschaftsmuseum
  - Olympiastützpunkt Tauberbischofsheim beim Fecht-Club Tauberbischofsheim
  - solarbeheiztes Frankenbad, sowie ein Hallenbad mit Sauna und eine Kneipp-Anlage[13]

#### Tauberbischofsheim – Wertheim

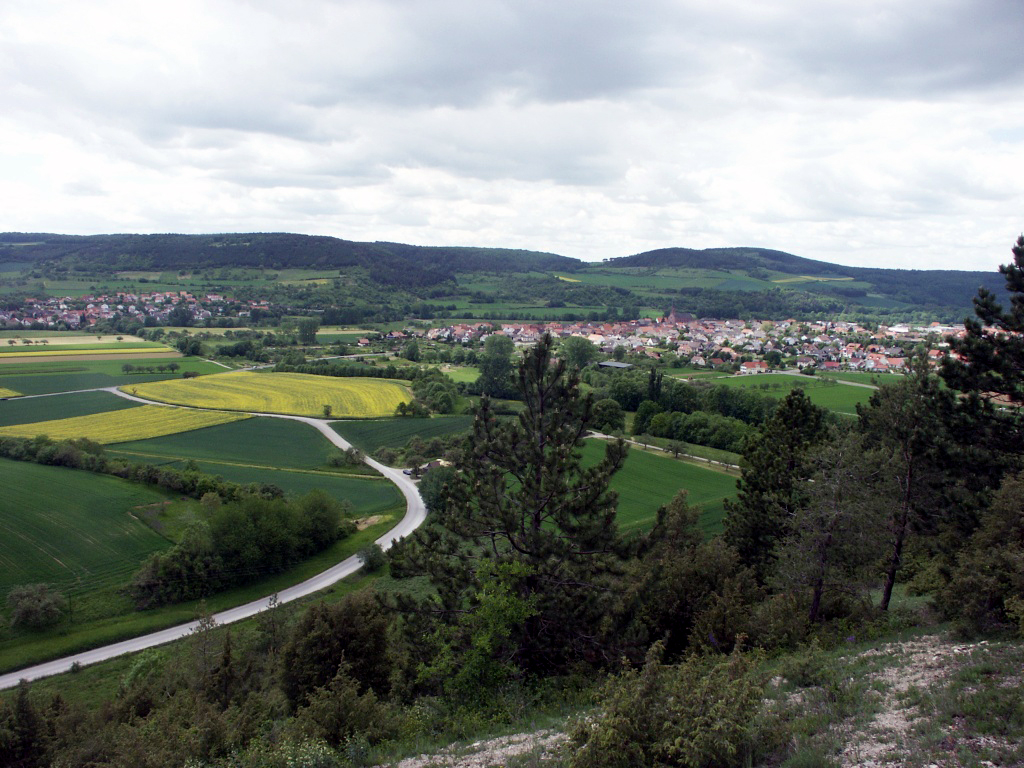
Blick vom „Tauberblick“ bei Werbach ins liebliche Taubertal

Der fünfte Abschnitt führt schließlich von Tauberbischofsheim bis Wertheim (28,5 km). Entlang der Strecke befinden sich folgende Sehenswürdigkeiten und kulturelle Besonderheiten:
- Tauberbischofsheim
- Impfingen
- Hochhausen
- Werbach
  - Kneipp-Anlage am mittleren Mündungsarm des Welzbachs in die Tauber[13]
  - Jüdischer Friedhof und Synagoge im Ortsteil Wenkheim – durch einen Förderverein restauriert
  - Wallfahrtskapelle Liebfrauenbrunn zwischen Werbach und Werbachhausen
- Niklashausen
- Gamburg
  - Burg Gamburg
- Bronnbach
  - Kloster Bronnbach mit Klosterkirche und romanisch-gotischem Kreuzgang, eine 1151 gegründete ehemalige Zisterzienser-Abtei
- Reicholzheim

- Waldenhausen
- Wertheim

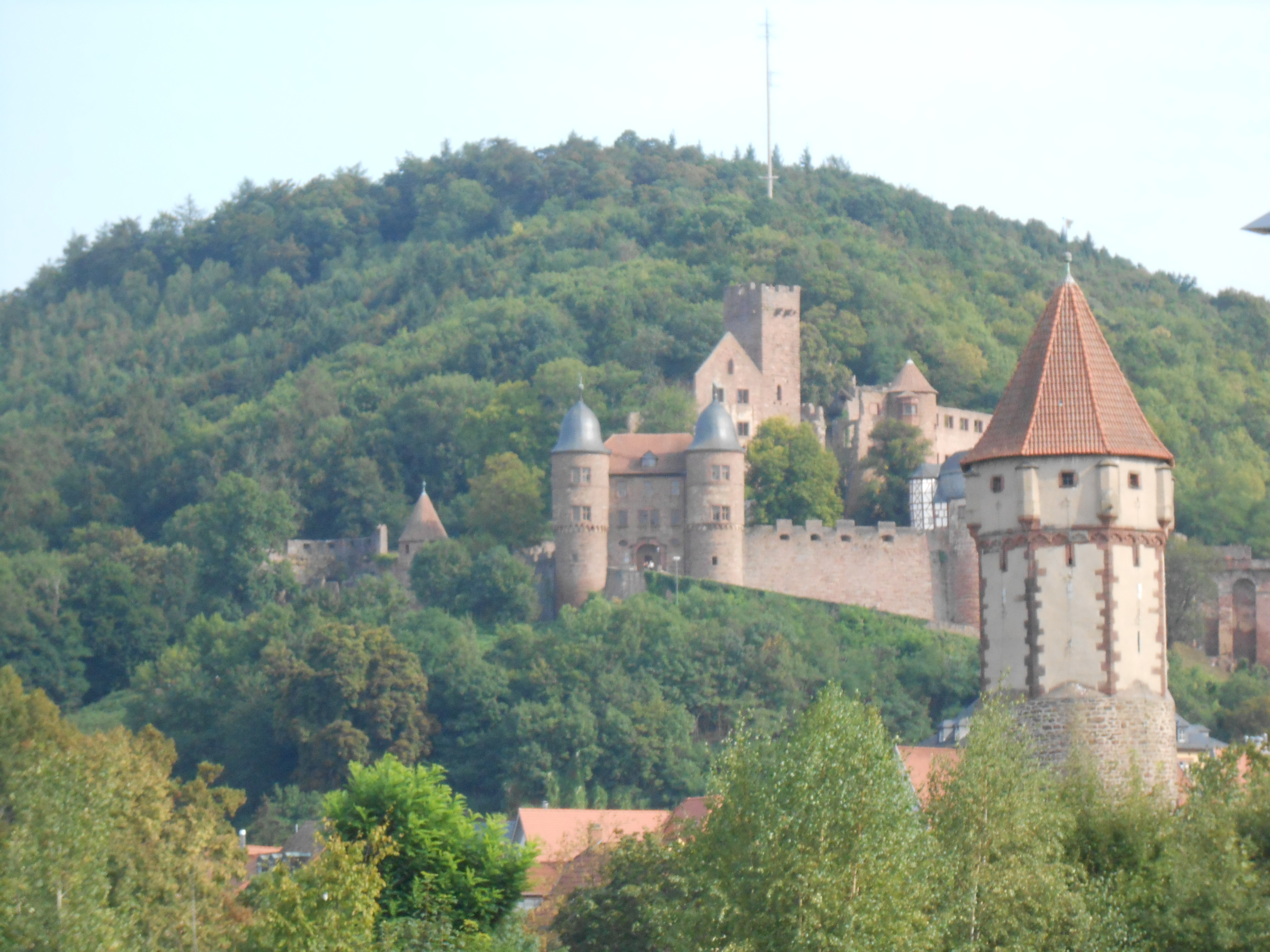
Burg Wertheim

  - historische Altstadt mit Stadtmauer und vielen Baudenkmälern und einem öffentlichen Bücherschrank[15]
  - Kittsteintor, Stiftskirche, Hofhaltung (heute Rathaus), Engelsbrunnen, Kilianskapelle, Marienkapelle, Spitzer Turm
  - Glasmuseum und Grafschaftsmuseum mit Otto-Modersohn-Kabinett im alten Rathaus
  - Burg Wertheim, eine der ältesten Burgruinen Baden-Württembergs.
  - Freibad „In den Christwiesen“ im Stadtteil Bestenheid

### Liebliches Taubertal – der Sportive
Der Radweg Liebliches Taubertal Der Klassiker kann auf den ergänzenden Etappen des Radweges Der Sportive (161 km) fortgeführt werden. Die folgenden Orte und Sehenswürdigkeiten liegen auf der zusätzlichen Route:

#### Wertheim – Freudenberg
Der erste Abschnitt führt von Wertheim nach Freudenberg (25 km) und weist folgende Besonderheiten auf:
Variante linkes Mainufer
- Wertheim
- Bestenheid
- Grünenwört
- Mondfeld

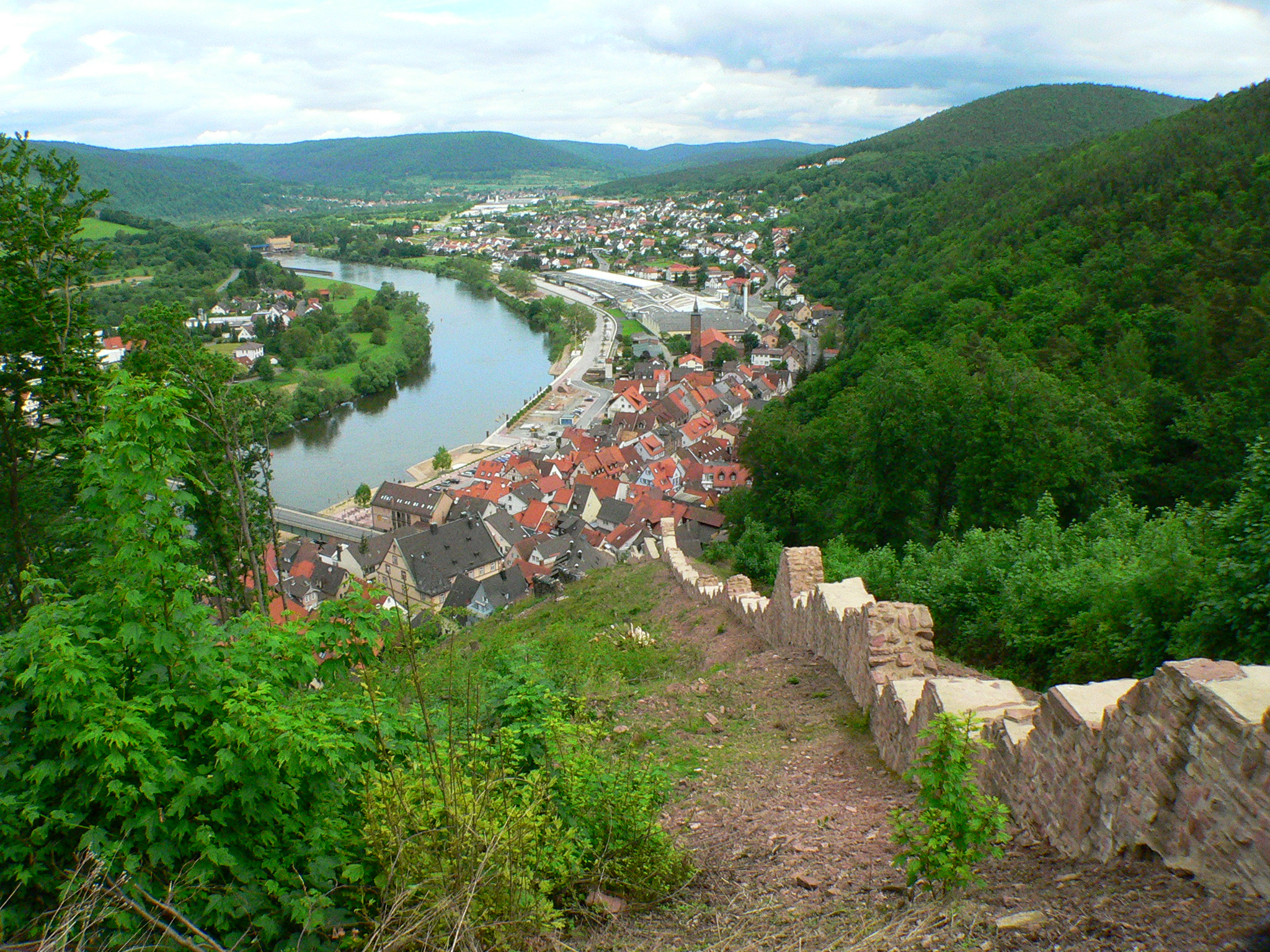
Blick von der Freudenburg auf Freudenberg

  - Fähre zum rechten Mainufer nach Stadtprozelten
  - Badesee Mondfeld (Mondsee)
  - Öffentlicher Bücherschrank
- Boxtal
- Freudenberg
  - Historische Altstadt mir Fachwerkhäusern
  - Öffentlicher Bücherschrank[17] und Kneipp-Anlage an der Main-Promenade[13]
  - Burg Freudenberg, eine mittelalterliche Burgruine

Variante rechtes Mainufer
- Wertheim
- Kreuzwertheim
  - Schloss Kreuzwertheim
- Hasloch
- Faulbach
- Stadtprozelten
  - Fähre zum linken Mainufer nach Mondfeld
- Dorfprozelten
- Fechenbach
- Collenberg
- Kirschfurt
- Freudenberg

#### Freudenberg – Külsheim
Der zweite Abschnitt zwischen Freudenberg und Külsheim (30 km) bietet folgende Sehenswürdigkeiten:
- Freudenberg
- Dürrhof mit Forst- und Waldhaus
- Rauenberg
  - Kneipp-Anlage[13]
- Wessental

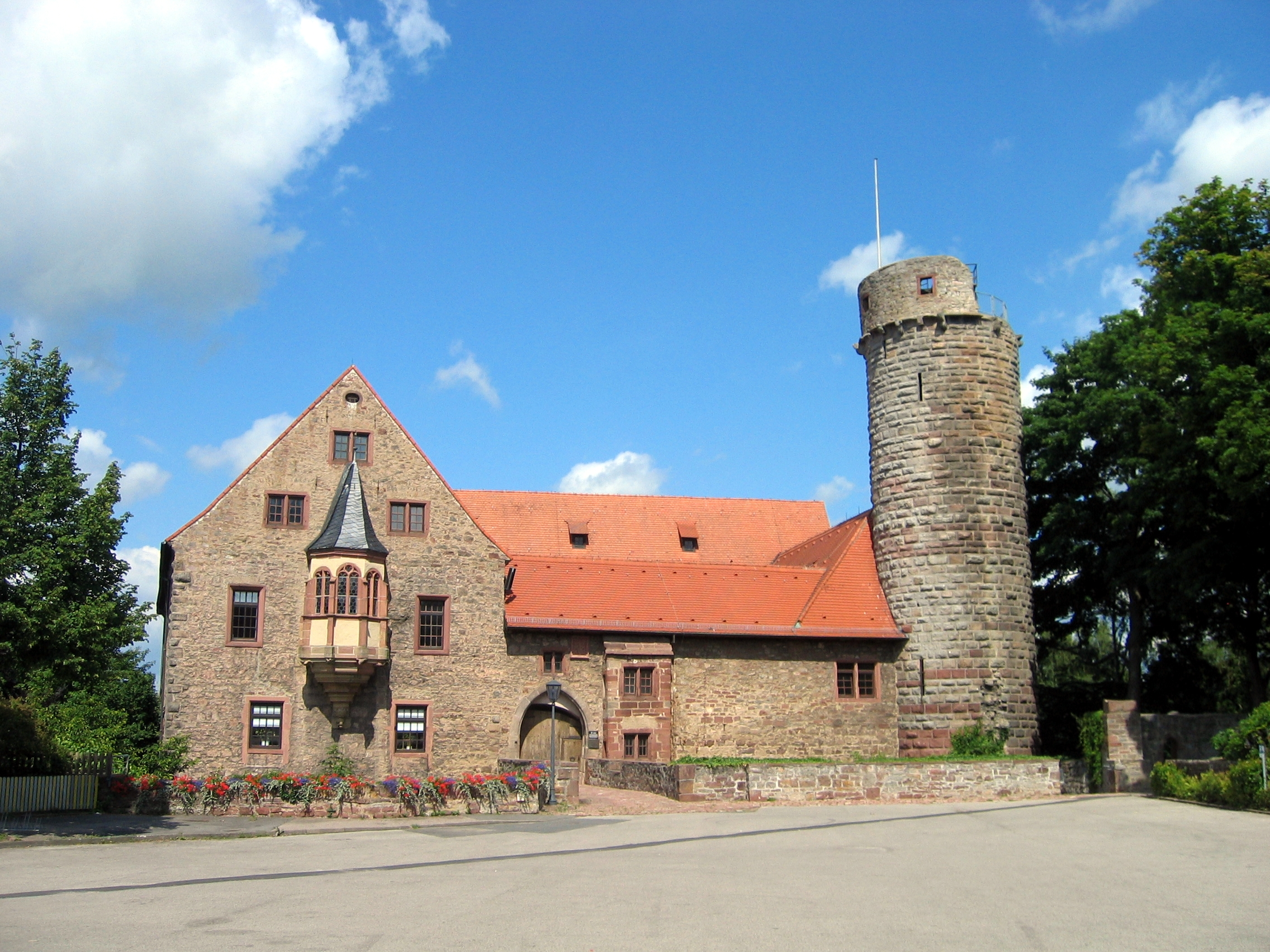
Schloss Külsheim

  - Verzierte Bildstöcke am Wegesrand
- Nassig
- Sachsenhausen
- Ernsthof
- Hundheim
  - Klassizistische Pfarrkirche von 1787
- Steinbach
- Külsheim
  - Historische Altstadt mit zahlreichen Brunnen („Brunnenstadt“) und mehr als 180 Bildstöcken in und um die Stadt
  - Martinskirche aus romanischer Zeit (um 1200), spätgotische Katharinenkapelle von 1468
  - Schloss Külsheim, eine mittelalterliche Vierecksburg aus dem 12. Jahrhundert
  - Öffentlicher Bücherschrank und Kneipp-Anlage[13]

#### Külsheim – Boxberg
Der dritte Abschnitt zwischen Külsheim und der Kurstadt Boxberg (36 km) weist folgende Besonderheiten auf:
- Külsheim
- Königheim

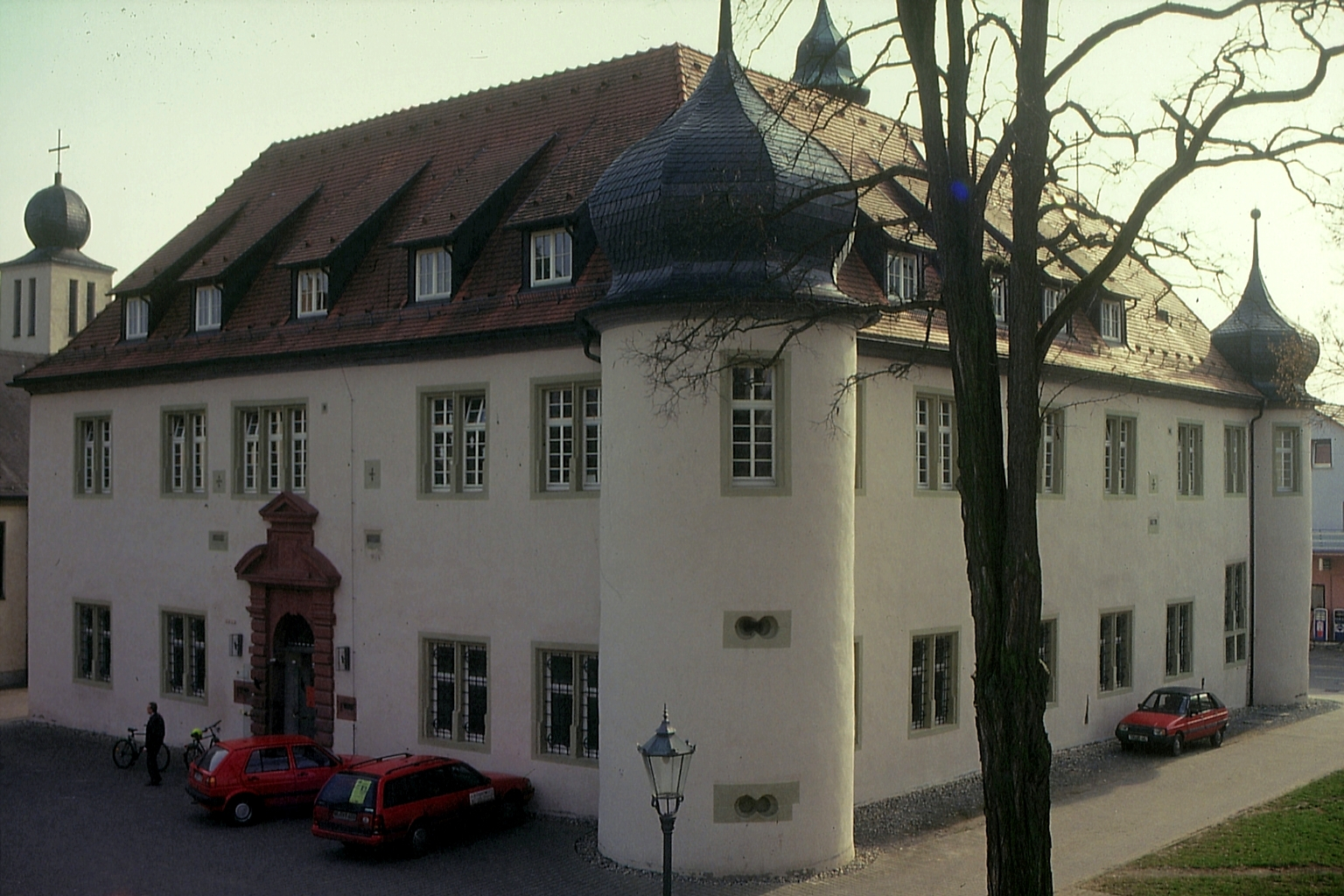
Schloss Unterschüpf

  - Mehrere Fachwerkhäuser und Barockkirche
  - Öffentlicher Bücherschrank[20]
  - Keltenschanzen im Ortsteil Brehmen
- Gissigheim
  - Bettendorfsches Schloss und Schutzengelkapelle
  - Kneipp-Anlage[13]
- Hof Esselbrunn
- Heckfelder See, von dort aus auf dem Schüpfbachtalradweg bis nach Unterschüpf
- Kupprichhausen
- Lengenrieden
- Oberschüpf
  - Wehrkirche aus dem 12. Jahrhundert
- Unterschüpf
  - Schloss Unterschüpf, ein ehemaliges Wasserschloss
  - Kneipp-Anlage[13]
- Schweigern
- Boxberg

#### Boxberg – Niederstetten
Der vierte Abschnitt führt von Boxberg bis Niederstetten (37 km). Entlang der Strecke befinden sich folgende Sehenswürdigkeiten und kulturelle Besonderheiten:
- Boxberg
  - Rosengarten
  - Ruine der Schlossburg
  - Kurpfälzisches Amtshaus, heutiges Rathaus
- Seehof
- Assamstadt
  - Kneipp-Anlage
  - Alte und neue Kilianskirche
  - Steffeskirchle mit Kirchgang

- Stuppach

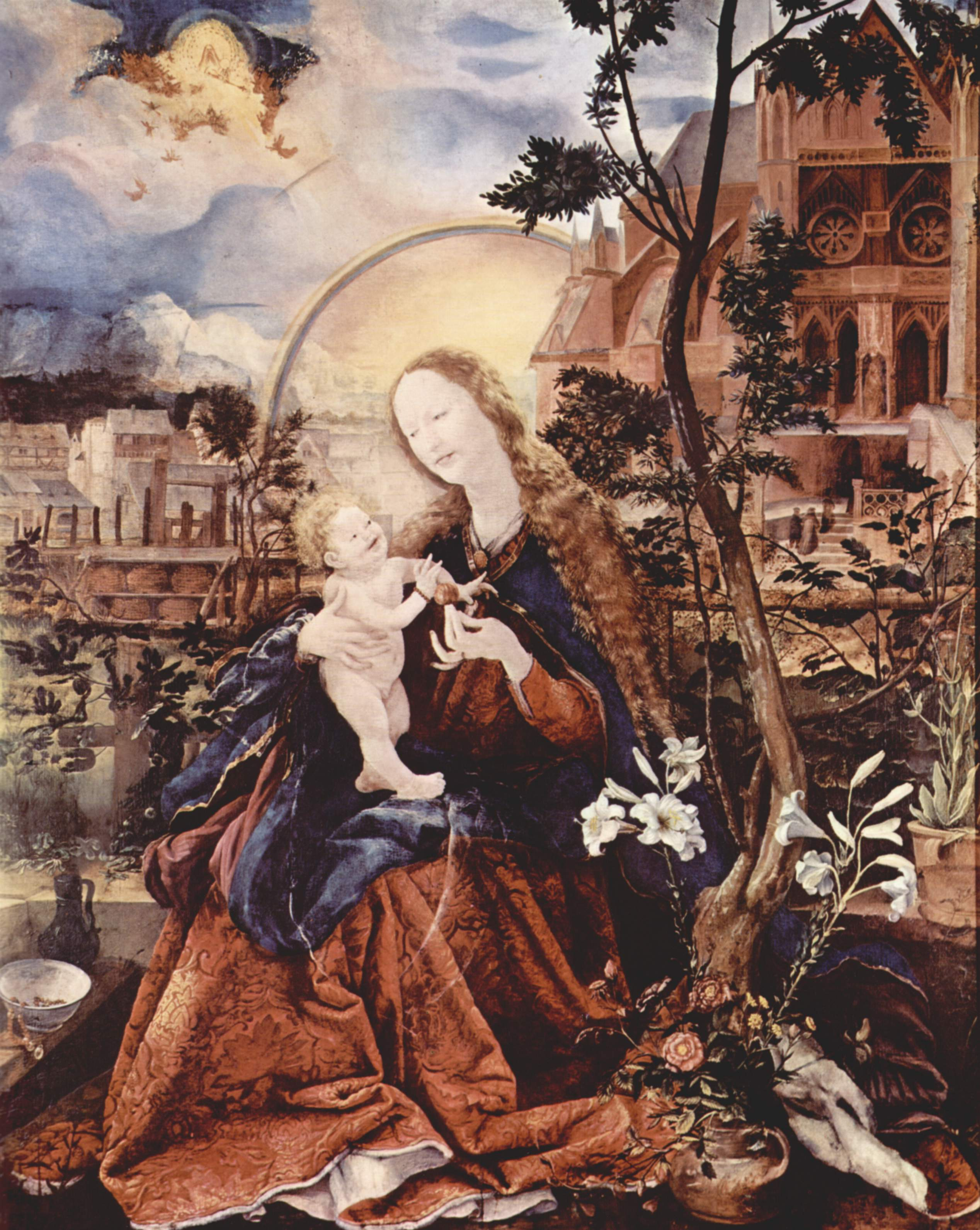
Die Stuppacher Madonna

  - Stuppacher Madonna, ein Marienbildnis von Matthias Grünewald. Es befindet sich in einer dafür erbauten Kapelle an der Pfarrkirche Mariä Krönung in Stuppach und zählt zu Grünewalds Hauptwerken.
  - Kneipp-Anlage[13]
- Wachbach
- Hachtel
- Rot
- Adolzhausen
- Niederstetten
  - Stadt- und Sportpark Schlosswiesen mit Kneipp-Anlage[13]

#### Niederstetten – Rothenburg ob der Tauber
Der fünfte Abschnitt führt schließlich von Niederstetten bis Rothenburg ob der Tauber (33 km) und bietet folgende Sehenswürdigkeiten:
- Niederstetten

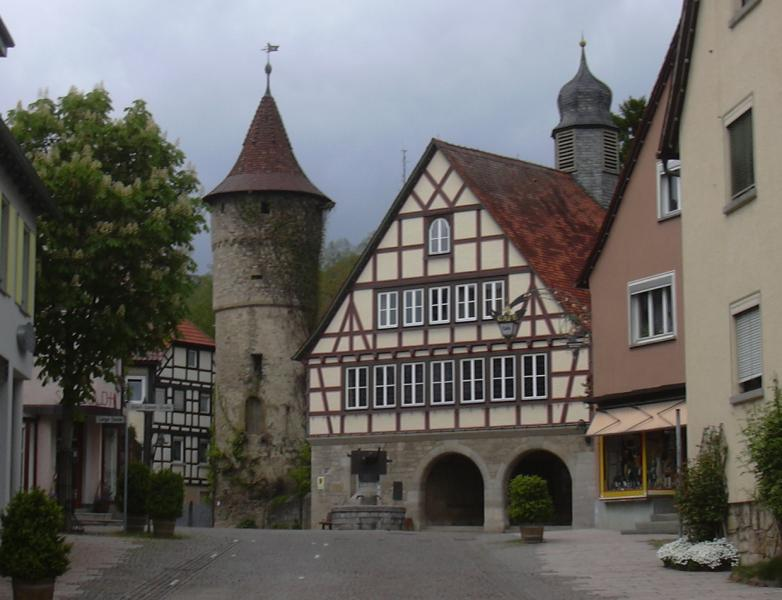
Rathaus mit Schimmelturm in Niederstetten

  - Albert-Sammt-Zeppelin-Museum, Kelter- und Weinbaumuseum, Mörike Gedenkstube
  - Historische Altstadt mit Ferkelmarktbrunnen und Rathaus mit Schimmelturm
- Wildentierbach
  - Wehrkirchenanlage mit ummauertem Friedhof aus dem Hochmittelalter, Dorfarrestzelle im Torturm aus dem 19. Jahrhundert
- Heimberg
- Lichtel
- Schmerbach
- Schonach
- Wolfsbuch
- Reutsachsen
- Rothenburg ob der Tauber
  - Historische Altstadt mit vielen Fachwerkhäusern, Stadtmauer mit Wehrgang und Mauertürmen, verschiedene Museen

## Auszeichnungen
Im Jahr 2009 zeichnete der Allgemeine Deutsche Fahrrad-Club (ADFC) den Taubertalradweg als ersten baden-württembergischen und zweiten deutschen Radfernweg mit fünf Sternen aus. Im Jahr davor erhielt der angrenzende Main-Radweg als erster diese Auszeichnung.
Die Hauptvariante des Taubertalradwegs – der „Klassiker“ – wurde 2012 und 2016 erneut mit der Höchstnote „5 Sterne“ vom ADFC bestätigt und trägt diese höchste Auszeichnung somit seit 2009 ununterbrochen.

## Sonstiges

### Autofreie Sonntage
Entlang des Taubertalradweges gibt es gelegentlich autofreie Sonntage.

Autofreier Sonntag im Lieblichen Taubertal (2016)
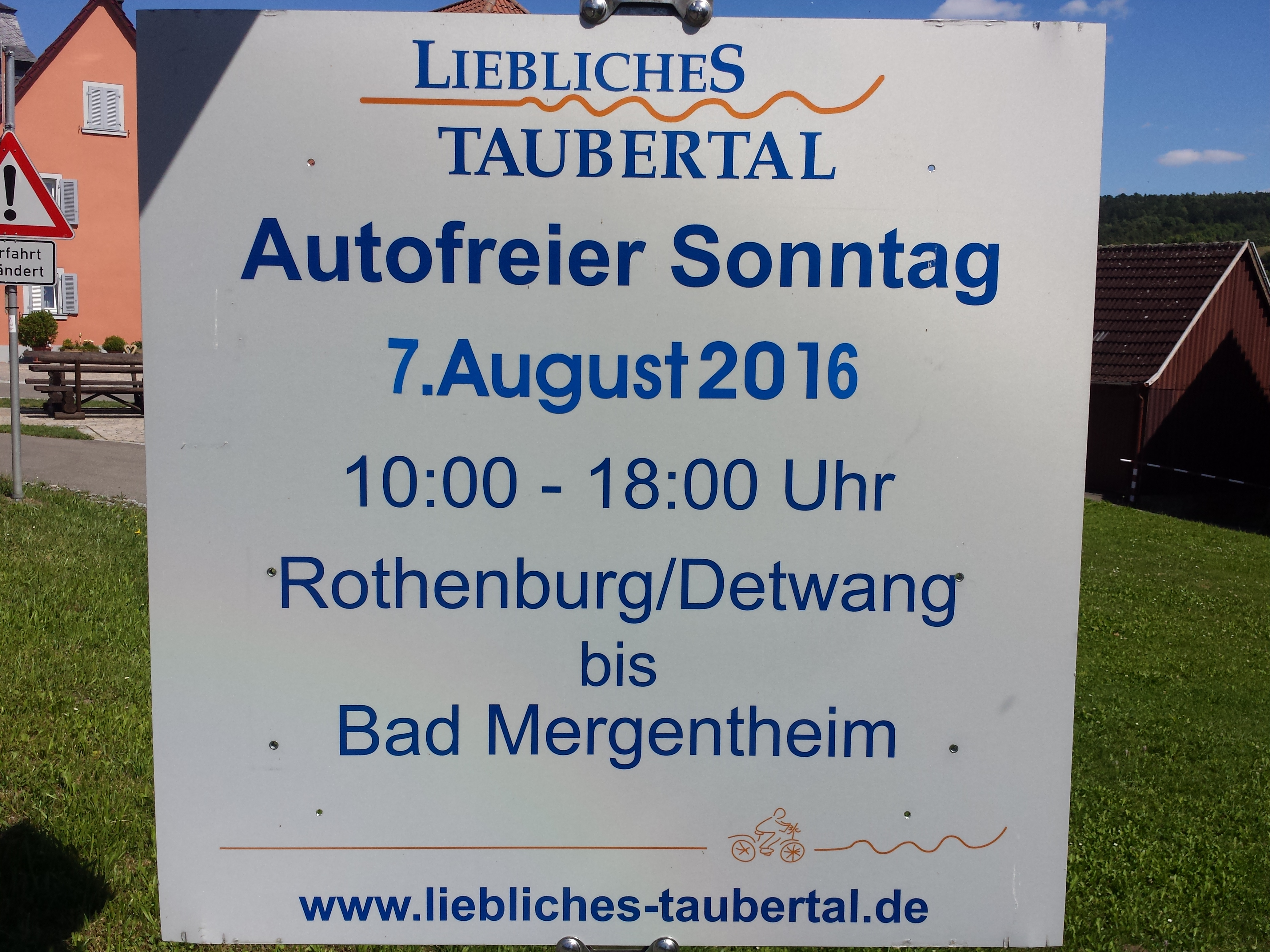
Autofreier Sonntag (2016)
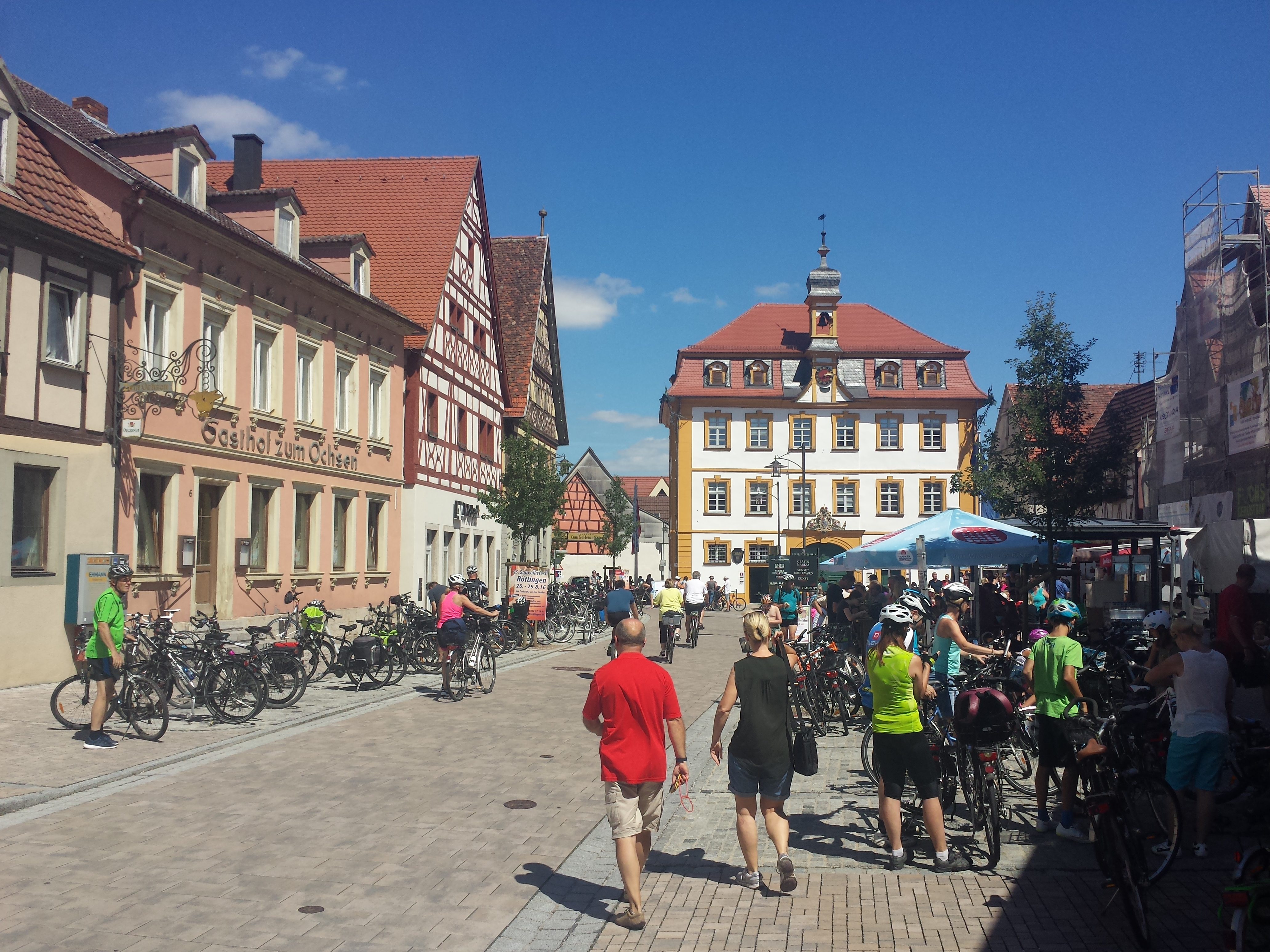
Verpflegungsstation in Röttingen
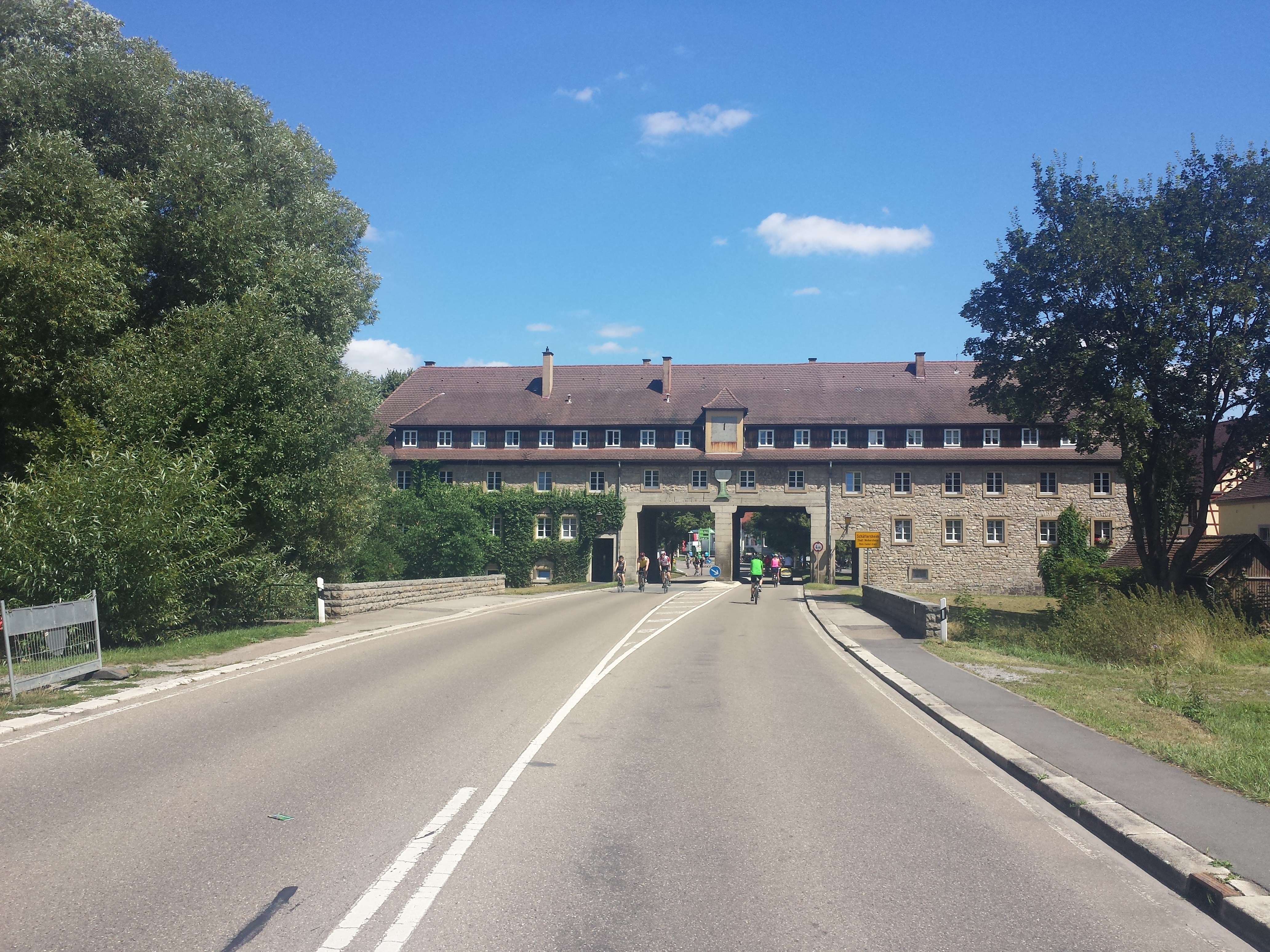
Autofreier Sonntag in Schäftersheim
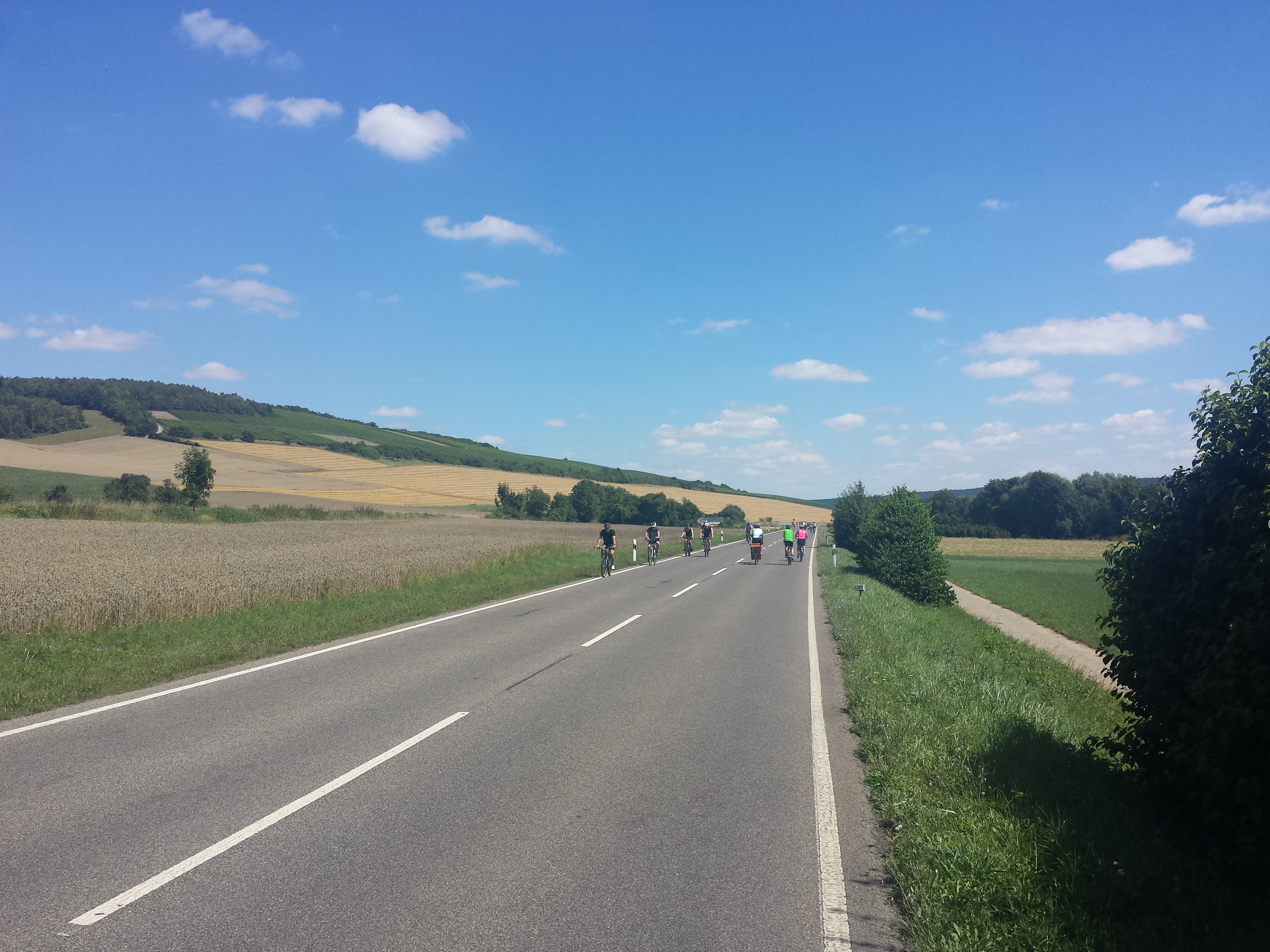
Autofreier Sonntag zwischen Schäftersheim und Tauberrettersheim
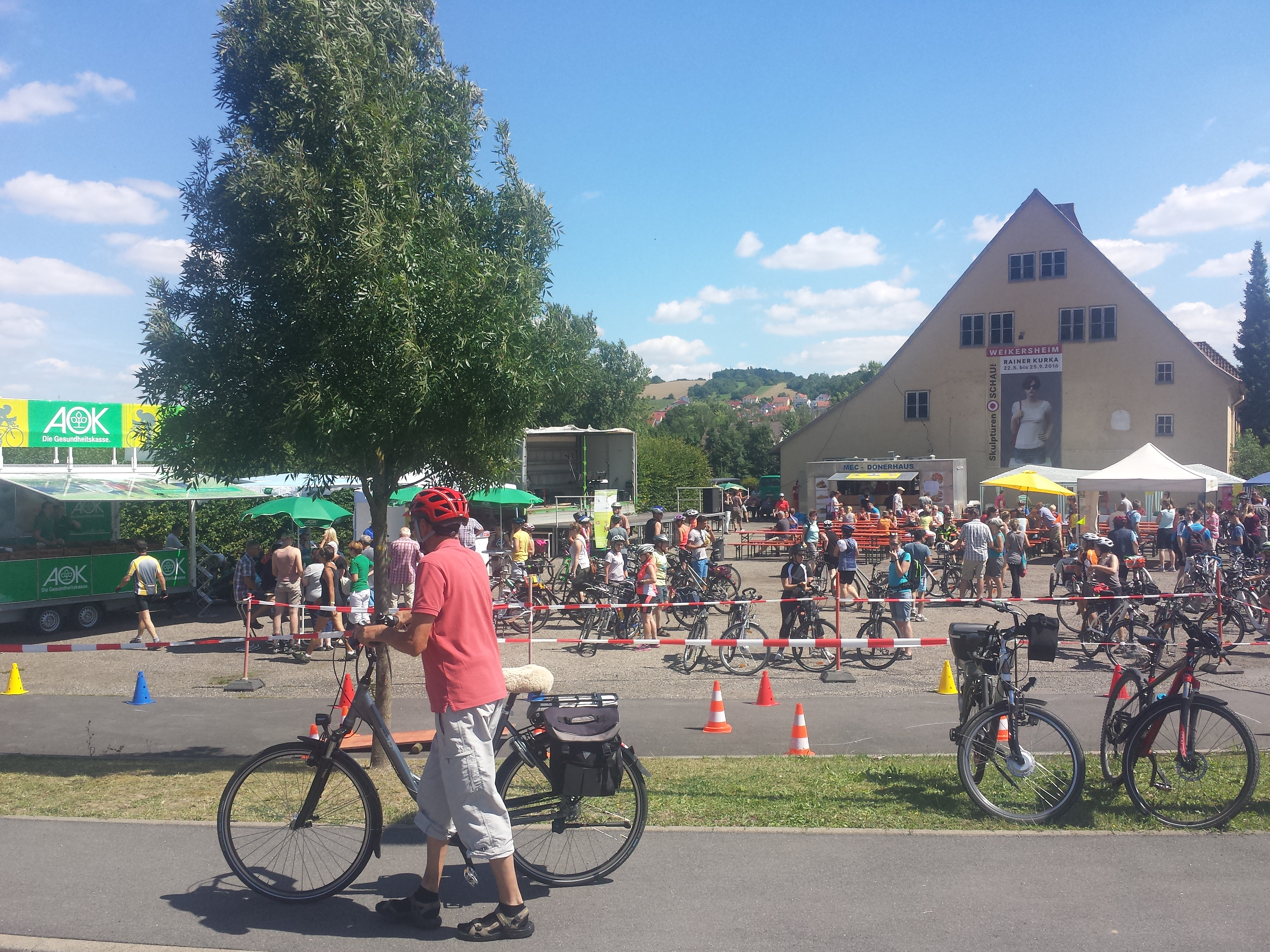
Verpflegungsstation in Weikersheim
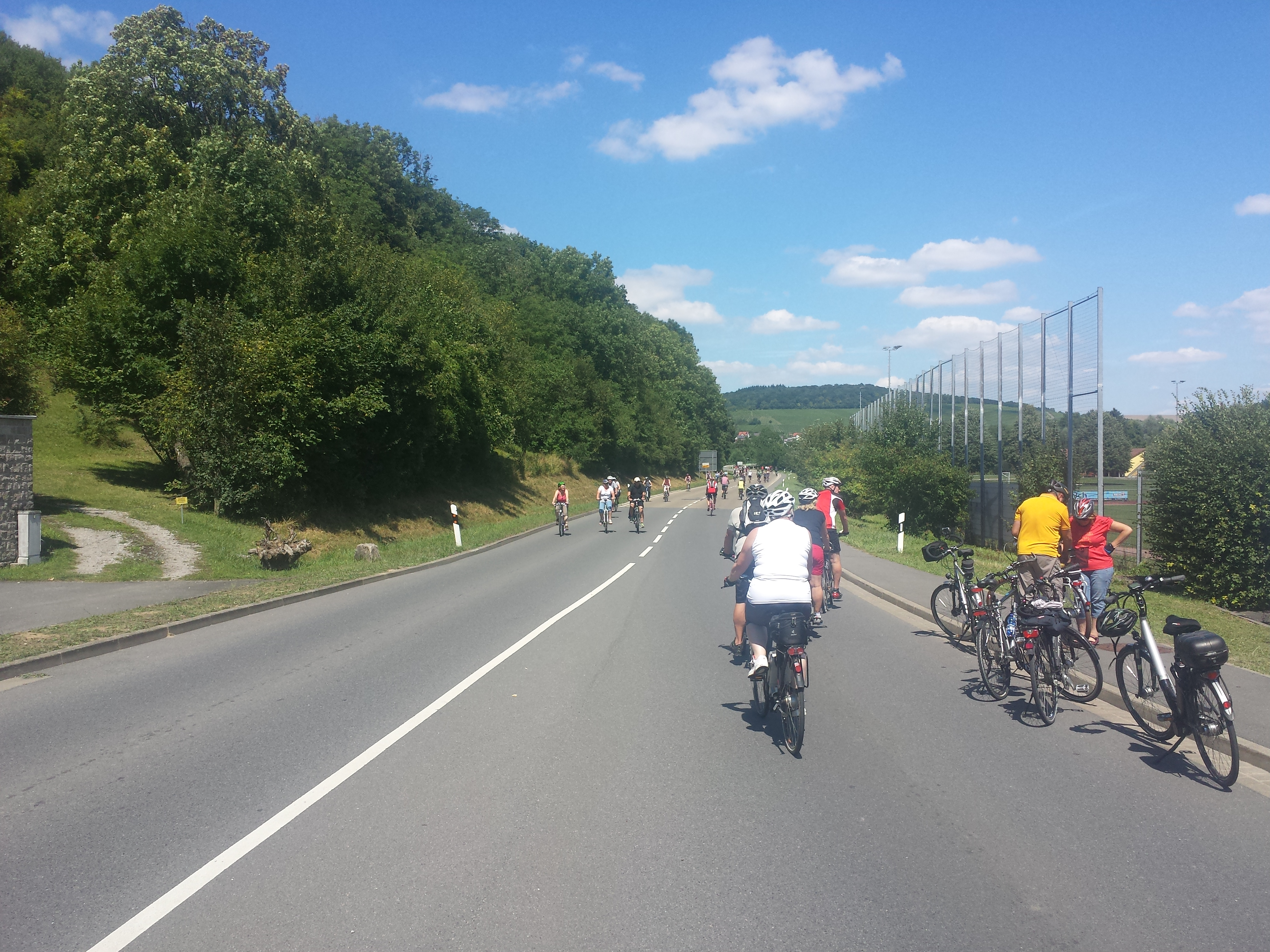
Autofreier Sonntag in Weikersheim

### Radwegekirchen

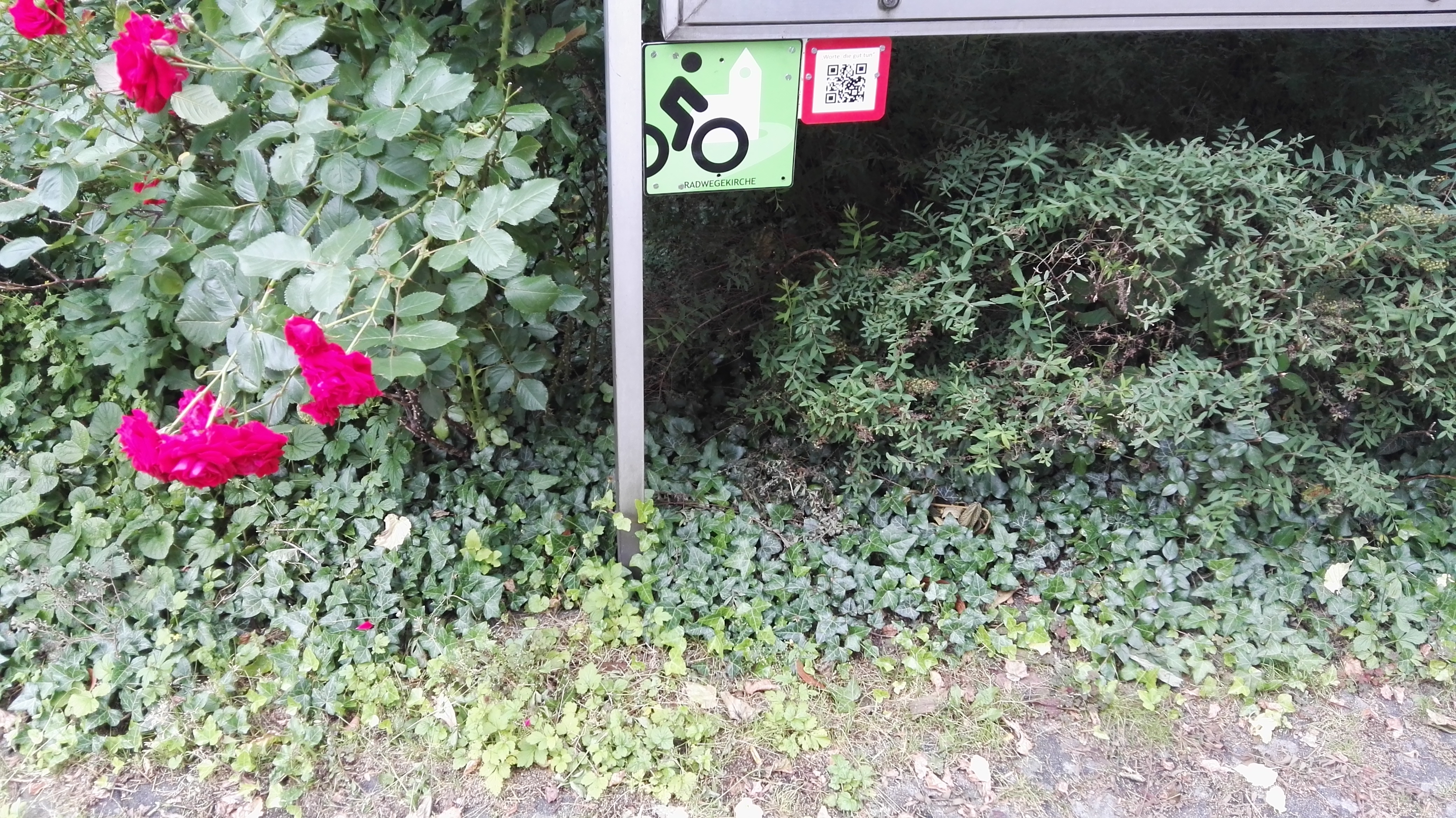
Hinweisschild für die Radwegekirche St. Martin in Tauberbischofsheim

Entlang des Taubertalradwegs gibt es über 30 Radwegekirchen, die verlässlich geöffnet zur geistlichen Besinnung und Andacht einladen.

### Ultramarathon Taubertal 100
Entlang des Taubertalradweges findet seit 2014 jedes Jahr am ersten Wochenende im Oktober der Ultramarathon Taubertal 100 statt. In vier verschiedenen Distanzen (100 Meilen; 100, 71 und 50 Kilometer) wird jeweils in Rothenburg ob der Tauber gestartet. Die Laufstrecke befindet sich größtenteils auf dem Taubertalradweg.

## Filme
- Südwestrundfunk: Mobil in Tauberbischofsheim. Radeln im Taubertal. (Video, 3:31 min). 22. April 2016. Ein SWR-Beitrag über den Taubertalradweg und die Mountainbikestrecken rund um Tauberbischofsheim.